# Caitlin Sargent-Jones
Caitlin Sargent-Jones (* 14. Juni 1992 in Brisbane als Caitlin Sargent) ist eine australische Sprinterin, die sich auf den 400-Meter-Lauf spezialisiert hat.

## Sportliche Laufbahn
Erste internationale Erfahrungen sammelte Caitlin Sargent-Jones bei den Juniorenweltmeisterschaften 2010 in Moncton, bei denen sie mit 11,90 s im Halbfinale des 100-Meter-Laufs ausschied und sich mit der australischen 4-mal-100-Meter-Staffel in 45,57 s auf Platz sieben klassierte, während sie mit der 4-mal-400-Meter-Staffel in 3:39,64 min im Vorlauf ausschied. 2011 belegte sie bei der Sommer-Universiade in Shenzhen in 53,29 s den sechsten Platz über 400 Meter. Mit der Staffel nahm sie an den Weltmeisterschaften in Daegu teil und schied dort mit 3:32,27 min im Vorlauf aus. Zwei Jahre später wurde sie bei den Studentenweltspielen in Kasan in 52,40 s erneut Sechste und qualifizierte sich auch für die Weltmeisterschaften in Moskau, bei denen sie mit 52,63 s in der ersten Runde ausschied. 2014 nahm sie mit der Staffel erstmals an den Commonwealth Games in Glasgow teil und belegte in 3:30,27 min den vierten Platz. Bei den IAAF World Relays 2015 auf den Bahamas kam sie im Vorlauf zum Einsatz. 2016 erfolgte die Teilnahme an den Olympischen Spielen in Rio de Janeiro, bei denen sie mit der australischen Stafette in 3:27,45 min Achte wurde. Bei den IAAF World Relays 2017 wurde sie in 3:28,80 s Fünfte. 2018 nahm sie erneut an den Commonwealth Games im heimischen Gold Coast teil und belegte mit der Staffel in 3:27,43 min den fünften Rang.  
2012 und 2013 wurde Sargent-Jones Australische Meisterin im 400-Meter-Lauf sowie 2018 mit der 4-mal-400-Meter-Staffel. Sie absolvierte ein Studium für Physiotherapie an der University of Queensland.

## Persönliche Bestleistungen
- 100 Meter: 11,71 s (+1,1 m/s), 23. März 2013 in Brisbane
- 400 Meter: 52,16 s, 8. Juli 2013 in Kasan